# Rue aux Coulons
La rue aux Coulons (également rue des Coulons et rue du Coulon,) est une ancienne rue de Paris, aujourd'hui disparue. Elle était située quartier de la Cité, sur l'île de la Cité, dans l'actuel 4e arrondissement.

## Situation
Cette rue commençait rue Neuve-Notre-Dame et finissait rue de Venise-en-la-Cité.

## Origine du nom
Le mot « coulon » signifie pigeon ou colombe.

## Historique
La rue passe derrière le chevet de l'église Sainte-Geneviève-des-Ardents,. En 1254, elle est désignée sous le nom de « ruelle au Chevet-de-Sainte-Geneviève-la-Petite ». En 1292, elle est désignée dans la taille sous le vocable « ruèle aus Coulons »
Elle est citée dans Le Dit des rues de Paris de Guillot de Paris sous la forme « rue à Coulons ». 
En 1434, elle est désignée sous le nom de « rue du Coulon ».
Jaillot pense, à tort, qu'il pourrait s'agir du « cul-de-sac de Jérusalem » (ou « impasse de Jérusalem »).
En 1684, elle est en grande partie bouchée.
La date de suppression de cette rue n'est pas connue exactement.